# Vlag van Queens

Vlag van Queens

De vlag van Queens bestaat uit drie horizontale banden, waarvan de bovenste en onderste hemelsblauw zijn en de middelste wit. Deze kleuren vertegenwoordigen het wapen van de eerste Nederlandse gouverneur Willem Kieft. In het midden staat een ontwerp bestaande uit een ring van wampum, een tulp en een roos. Linksboven op de vlag staat een kroon, de woorden 'Qveens Borovgh' in goud en 1898, het jaar waarin de vijf gemeenten werden samengevoegd.
De symbolen op het vlagontwerp vertegenwoordigen het collectieve erfgoed van de gemeente, met de wampum als eerbetoon aan de oorspronkelijke bewoners van de Lenni-Lenape die het land vroeger 'Seawanhaka' noemden (een woord dat 'eiland van zeeschelpen' betekent) als verwijzing naar de plaats waar ze schelpen en wulken verzamelden die werden gebruikt om deze kralen te maken. De tulp op de vlag staat voor de Nederlanders, de vroege kolonisten van het gebied. De rood-witte roos is een Tudorroos, een traditioneel symbool van Engeland en de Engelse monarchie. De kroon van de koningin staat voor de naamgever van de gemeente, die in 1683, toen de oorspronkelijke twaalf county's van New York (waarvan Queens er een was) werden opgericht, werd vernoemd ter ere van Catharina van Bragança, koningin-gemaal van Engeland.
De vlag werd aangenomen op 3 juni 1913 en werd vier dagen later voor het eerst getoond tijdens een viering van het begin van de bouw van het tweevoudige systeem voor snel transport in de stad.